# Adrian (drengenavn)
 For alternative betydninger, se Adrian. (Se også artikler, som begynder med Adrian)
Navnet Adrian er et drengenavn, og det stammer fra den romerske by Adria, som også har lagt navn til Adriaterhavet.

## Kendte personer med navnet
- Adrian – en romersk soldat, som blev omvendt af kristne martyrers gode eksempel.
- Adrian Adrianszen – bygmester.
- Adrian Belew – amerikansk musiker
- Adrian Cann – canadisk fodboldspiller
- Adrian Grenier – amerikansk skuespiller
- Adrian Lloyd Hughes – dansk journalist
- Adrian Jackson – britisk musiker
- Adrian Mutu – rumænsk fodboldspiller
- Adrián (fodboldspiller) – spansk fodboldspiller